# James Marten
James P. Marten (Indianapolis, 18 aprile 1984) è un ex giocatore di football americano statunitense che ha giocato nel ruolo di offensive tackle nella National Football League (NFL).

## Carriera collegiale
Ha giocato nei Boston college Eagles, squadra rappresentativa del college di Boston.

## Con i Dallas Cowboys
Al draft NFL 2007 è stato selezionato come 67a scelta dai Cowboys, ma non è mai sceso in campo.

## Con gli Oakland Raiders
Nella stagione 2008 è passato ai Raiders, debuttando nella NFL il 21 settembre 2008 contro i Buffalo Bills indossando la maglia numero 69.
Il 5 settembre 2009 è stato rilasciato.

## Con i Chicago Bears
Ha firmato per i Bears ma in due anni non è mai sceso in campo.

## Con i Miami Dolphins
Ha scelto il numero di maglia 71.

## Statistiche nella stagione regolare
Legenda: PG=Partite giocate PT=Partite da titolare.
| Stagione | Squadra         | PG | PT |
| -------- | --------------- | -- | -- |
| 2007     | Dallas Cowboys  | 0  | 0  |
| 2008     | Oakland Raiders | 1  | 0  |
| 2009     | Chicago Bears   | 0  | 0  |

- (EN)  La sua scheda su NFL.com.

## Vittorie e premi
Nessuno.